# Кевсала (село)
Кевсала́ — село в Ипатовском районе (городском округе) Ставропольского края Российской Федерации.

## Этимология
Поселение распложено на реке Кевсала. Само же слово имеет тюркское происхождение, где ног. кев — «сивый», сала — «ручей». Различные формы сала часто встречается северной части Ставропольского края в применении к ручьям и рекам, например название реки Сал так же восходит к этой словоформе.

## География
Село расположено на реке Кевсала. Расстояние до краевого центра: 101 км. Расстояние до районного центра: 20 км.

## История
Поселение было основано ногайцами, дата образования — 16 октября 1865 года. Земля была выделена возвратившимся из Османской империи калаусско-джамбулковским ногайцам.
1896 год — 311 семей ногайцев добровольно возвратились в Османскую империю.
1914 год — в селе числилось 1400 человек, действовали 3 начальные школы, работал фельдшер.
26 сентября 1969 года близ села Кевсала был произведён подземный атомный взрыв в целях разработки газового месторождения.
До 1 мая 2017 года село было административным центром упразднённого Кевсалинского сельсовета.

## Население
| 1903  | 1908  | 1925  | 1926  | 1989  | 2002  | 2010  |
| ----- | ----- | ----- | ----- | ----- | ----- | ----- |
| 8018  | ↗8949 | ↘5921 | ↗6637 | ↘2799 | ↗3470 | ↘3307 |
| 2014  | 2021  | 2023  |       |       |       |       |
| ↘3000 | ↘2655 | ↗2818 |       |       |       |       |

По данным переписи 2002 года, 89 % населения — русские.

## Инфраструктура
- Социально-культурное объединение
- 2 общественных открытых кладбища: старое, расположенное в 650 м на юго-восток от села (площадь 22 тыс. м²), и новое, находящееся с южной стороны населённого пункта (площадь 59 тыс. м²)[18].

## Образование
- Детский сад № 22 «Сказка»
- Средняя общеобразовательная школа № 9

## Памятники
- Братская могила 360 партизан отряда Трунова, погибших в годы гражданской войны. 1918—1920, 1961 гг[19].